# Barnhemmet
Barnhemmet (spansk titel El Orfanato) är en spansk skräckfilm från 2007, regisserad av Juan Antonio Bayona. Filmen hade premiär på Cannesfestivalen 20 maj 2007, och valdes av den spanska filmakademin ut att representera Spanien i Oscars Bästa utländska film-klass. Den kom inte med bland de fem slutliga nominerade filmerna, men Goyanominerades i gengäld i 14 klasser och vann sju, bland annat för Bästa manus. 

## Handling
Belén Rueda spelar Laura, en kvinna som i vuxen ålder flyttar tillbaka till barnhemmet där hon bodde som barn. Hon tänker använda huset till ett hem för handikappade barn. Allt ser ut att gå bra för Laura, hennes man Carlos och sonen Simón, till dess att föräldrarna upptäcker att Simón har en låtsasvän. Simón försvinner plötsligt spårlöst men Laura vägrar ge upp sökandet efter sin son. Hon kallar in mediet Aurora (Chaplin) för att hitta honom.

## Utmärkelser och priser
Goya
- Bästa kvinnliga huvudroll (Belén Rueda, nominerad)
- Bästa scenografi (Josep Rosell, vinnare)
- Bästa kostym (María Reyes, nominerad)
- Bästa Director of Production (Sandra Hermida, vinnare)
- Bästa klippning (Elena Ruiz, nominerad)
- Bästa film (nominerad)
- Bästa makeup (Lola López/Itziar Arrieta, vinnare)
- Bästa nya regissör (Juan Antonio Bayona, delad vinnare)
- Bästa originalmusik (Fernando Velázquez, nominerad)
- Bästa originalmanus (Sergio G. Sánchez, vinnare)
- Bästa ljud (Xavi Mas/Marc Orts/Oriol Tarragó, vinnare)
- Bästa specialeffekter (Lluis Castells/Pau Costa/David Martí/Enric Masip/Montse Ribé/Jordi San Agustín, vinnare)
- Bästa kvinnliga biroll (Geraldine Chaplin, nominerad)
- Bästa nya skådespelare (Roger Princep, nominerad)

## Trivia
Leken som bl.a. leks i början av filmen kallas Röda lyktan stopp. Den andra leken är en variant av Skattjakt.